# Тайчжоу (Чжэцзян)
Тайчжо́у (кит. упр. 台州, пиньинь Tāizhōu) — городской округ в китайской провинции Чжэцзян.

## История
Во времена первых централизованных империй эти места входили в состав округа Куайцзи (会稽郡), власти округа размещались на месте современного Сучжоу. При империи Хань в 110 году до н. э. в его составе был создан уезд Иньсянь (鄞县). В 85 году до н. э. из уезда Иньсянь был выделен уезд Хуэйпу (回浦县). Во времена Восточной Хань уезд Хуэйпу был переименован в Чжанъань (章安县). В эпоху Троецарствия из частей уездов Чжанъань и Юннин был создан уезд Линьхай (临海县), а в 257 году из округа Куайцзи был выделен округ Линьхай (临海郡), в состав которого вошли 7 находящихся в этих местах уездов; власти округа разместились в уезде Чжанъань.
Во времена империи Суй в 589 году округ Линьхай был расформирован, а уезд Чжанъань был присоединён к уезду Линьхай.
Во времена империи Тан в 622 году была образована область Тайчжоу (台州), названная так по находящейся на её территории горе Тяньтай. После монгольского завоевания область была в 1277 году преобразована в Тайчжоуский регион (台州路). После свержения власти монголов и основания империи Мин Тайчжоуский регион был в 1368 году преобразован в Тайчжоускую управу (台州府). После Синьхайской революции в Китае была проведена реформа структуры административного деления, в ходе которой управы были упразднены, и в 1912 году Тайчжоуская управа прекратила своё существование.
После образования КНР в 1949 году был создан Специальный район Тайчжоу (台州专区), состоящий из 7 уездов и выделенных из уезда Линьхай района Хаймэнь (海门区) и Линьхайского городского района (临海城关区). В 1950 году Линьхайский городской район был вновь присоединён к уезду Линьхай. В 1952 году уезд Нинхай был передан в состав Специального района Нинбо (宁波专区). В 1954 году Специальный район Тайчжоу был расформирован: уезды Линьхай, Тяньтай и Саньмэнь перешли в состав Специального района Нинбо, а уезды Хуанъянь, Вэньлин, Сяньцзюй и район Хаймэнь — в состав Специального района Вэньчжоу (温州专区). В 1956 году район Хаймэнь был присоединён к уезду Хуанъянь.
В 1957 году Специальный район Тайчжоу был воссоздан, теперь он состоял из 7 уездов. В октябре 1958 года уезд Нинхай был присоединён к уезду Сяншань Специального района Нинбо, а территория уезда Саньмэнь была разделена между уездами Линьхай и Сяншань. Затем Специальный район Тайчжоу был расформирован опять: уезды Линьхай, Вэньлин, Хуанъянь и Сяньцзюй перешли в состав Специального района Вэньчжоу, а уезд Тяньтай — в состав Специального района Нинбо. В 1960 году в Специальном районе Вэньчжоу был расформирован уезд Юйхуань, территория которого была разделена между городским уездом Вэньчжоу и уездом Вэньлин.
В 1962 году Специальный район Тайчжоу был восстановлен вновь; в его состав вошли уезды Линьхай, Вэньлин, Хуанъянь и Сяньцзюй из Специального района Вэньчжоу и уезд Тяньтай из Специального района Нинбо, а также воссозданные уезды Саньмэнь и Юйхуань. В 1973 году Специальный район Тайчжоу был переименован в Округ Тайчжоу (台州地区).
В 1980 году опять был создан Особый район Хаймэнь (海门特区). В 1981 году он был преобразован в городской уезд Цзяоцзян (椒江市).
В 1986 году уезд Линьхай был преобразован в городской уезд.
В 1989 году уезд Хуанъянь был преобразован в городской уезд.
В феврале 1994 года уезд Вэньлин был преобразован в городской уезд.
Постановлением Госсовета КНР от 22 августа 1994 году округ Тайчжоу был преобразован в городской округ; городской уезд Цзяоцзян был при этом преобразован в район городского подчинения, а вместо городского уезда Хуанъянь были созданы районы городского подчинения Хуанъянь и Луцяо.
В 2017 году уезд Юйхуань был преобразован в городской уезд.

## Административное деление
Городской округ Тайчжоу делится на 3 района, 3 городских уезда, 3 уезда:
| Карта                                                                     | Карта    | Карта     | Карта        | Карта            | Карта         |
| ------------------------------------------------------------------------- | -------- | --------- | ------------ | ---------------- | ------------- |
| Цзяоцзян Хуанъянь Луцяо Саньмэнь Тяньтай Сяньцзюй Вэньлин Линьхай Юйхуань |          |           |              |                  |               |
| Статус                                                                    | Название | Иероглифы | Пиньинь      | Население (2010) | Площадь (км²) |
| Район                                                                     | Цзяоцзян | 椒江区    | Jiāojiāng qū |                  |               |
| Район                                                                     | Хуанъянь | 黄岩区    | Huángyán qū  |                  |               |
| Район                                                                     | Луцяо    | 路桥区    | Lùqiáo qū    |                  |               |
| Городской уезд                                                            | Вэньлин  | 温岭市    | Wēnlǐng shì  |                  |               |
| Городской уезд                                                            | Линьхай  | 临海市    | Línhǎi shì   |                  |               |
| Городской уезд                                                            | Юйхуань  | 玉环市    | Yùhuán shì   |                  |               |
| Уезд                                                                      | Саньмэнь | 三门县    | Sānmén xiàn  |                  |               |
| Уезд                                                                      | Тяньтай  | 天台县    | Tiāntāi xiàn |                  |               |
| Уезд                                                                      | Сяньцзюй | 仙居县    | Xiānjū xiàn  |                  |               |

## Население
Жители Тайчжоу говорят на местном тайчжоуском диалекте из группы диалектов у, который без подготовки непонятен говорящим на севернокитайском (путунхуа), и частично непонятен говорящим на шанхайском.

## Экономика

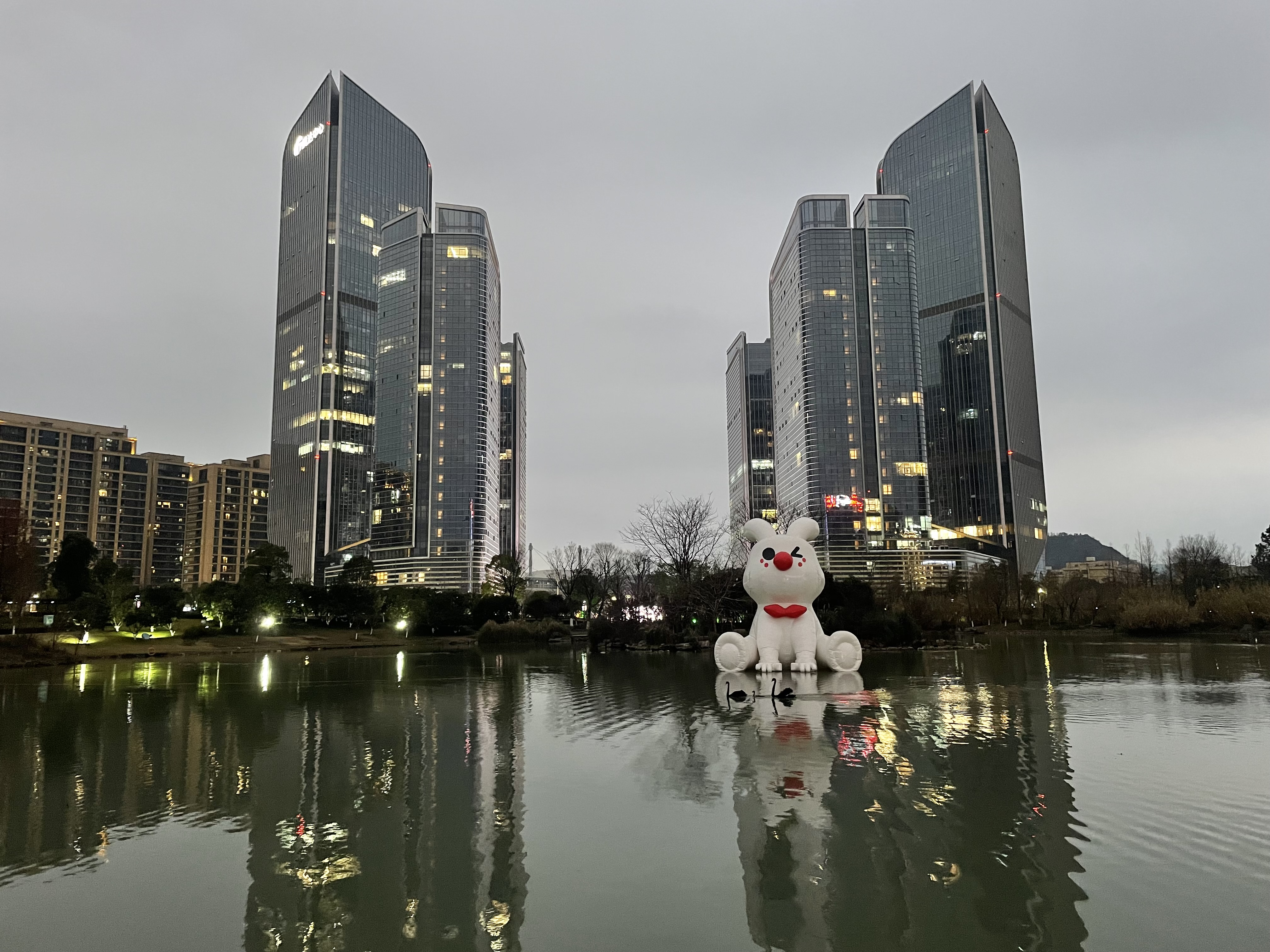
Деловой центр Тайчжоу

В Тайчжоу базируются региональные банки Bank of Taizhou и Tailong Commercial Bank, многопрофильная Feiyue Group (швейное, вязальное и логистическое оборудование, пластиковые трубы, переработка металлолома), мотоциклетные компании Qianjiang Motorcycle, Geely Ming Industrial и Zhongneng Vehicle Group, автомобильные компании Zhejiang Gonow Auto (подразделение GAC Group по выпуску внедорожников, пикапов, микроавтобусов и лёгких грузовиков) и Zhejiang Jonway Automobile (кроссоверы и микроавтобусы), производитель оборудования для вентиляции, кондиционирования и отопления Yilida Ventilator.

## Транспорт
В январе 2022 года введена в эксплуатацию 267-километровая высокоскоростная железная дорога Ханчжоу — Шаосин — Тайчжоу.